# Louis Jeannin

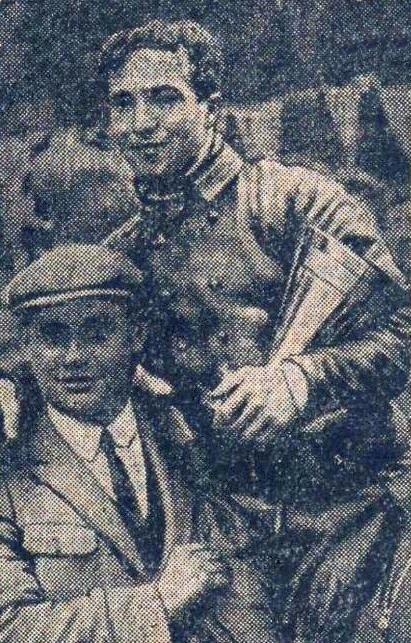
Louis Jeannin nach seinem Sieg beim Bol d’Or 1932

Louis Ernest Jeannin (* 6. Oktober 1907 in Paris; † 10. Juni 2002 in Châtillon) war ein französischer Motorradrennfahrer.

## Karriere
Jeannin war von 1931 bis 1936 nachweislich aktiv und startete für den Hersteller Jonghi. Im Jahr 1931 war er hinter Patural (Velocette) und seinem Markenkollegen Marcel Perrin Dritter beim Bol d’Or, der auf dem Circuit de la Ville in Saint-Germain-en-Laye ausgetragen wurde.
In der Saison 1932 feierte Jeannin seine größten Erfolge. Im April siegte er beim 350-cm³-Lauf um den 11. Großen Preis der Nationen auf der 3,862 km langen Pista del Littorio in Rom vor dem Italiener Guglielmo Sandri (Rudge) und seinem Teamkollegen Fernand Renier aus Belgien. Da dieses Rennen gleichzeitig Europameisterschaftslauf war, gewann Jeannin somit den 350er-Titel der Motorrad-Europameisterschaft 1932. Die international dominierenden Fahrer und Hersteller aus Großbritannien waren auf Grund des weiten Anreiseweges nicht vertreten. Jeannin wurde somit erster französischer Motorrad-Europameister. Erst 47 Jahre später, im Jahr 1979 gewann mit Patrick Pons (auf Yamaha in der Formel-750-Weltmeisterschaft) wieder ein Franzose einen internationalen Titel. Wenig später war er auf 350-cm³-Jonghi auch beim Bol d’Or erfolgreich.
Zwischen 1933 und 1934 stellte Jeannin auf dem Autodrome de Linas-Montlhéry insgesamt 14 Weltrekorde auf. Zehn davon gelangen ihm 1933 in der 350-cm³-Kategorie zusammen mit seinem Teamgefährten Perrin und Hector Andréino und vier stellte er 1934 in der Viertelliterklasse auf. Außerdem gewann er in beiden Jahren auf Jonghi bzw. Prester-Jonghi die 250-cm³-Laufe um den Großen Preis von Frankreich des M.C.F. in Montlhéry.
In der Saison 1935 wurde Jeannin auf Prester-Jonghi Französischer Meister in der Viertelliterklasse.

## Statistik

### Erfolge
- 1932 – 350-cm³-Europameister auf Jonghi[8]
- 1935 – Französischer 250-cm³-Meister auf Prester-Jonghi[8]

### Rennsiege
(gefärbter Hintergrund = Europameisterschaftslauf)
| Jahr | Klasse  | Maschine       | Rennen                        | Strecke                      |
| ---- | ------- | -------------- | ----------------------------- | ---------------------------- |
| 1932 | 350 cm³ | Jonghi         | 11. Großer Preis der Nationen | Pista del Littorio           |
| 1932 | 350 cm³ | Jonghi         | Bol d’Or                      | Circuit de la Ville          |
| 1934 | 250 cm³ | Jonghi         | XVIII. Grands Prix de France  | Autodrome de Linas-Montlhéry |
| 1935 | 250 cm³ | Prester-Jonghi | XIX. Grands Prix de France    | Autodrome de Linas-Montlhéry |